# Weckinghausen
Weckinghausen ist ein Stadtteil der Gemeinde Erwitte im Kreis Soest in Nordrhein-Westfalen.
In Weckinghausen leben 49 Einwohner.

## Geschichte
Weckinghausen wurde vor etwa 700 Jahren erstmals urkundlich erwähnt. 2007 feierte der Ort sein 700-jähriges Bestehen.

### Eingemeindung
Am 1. Januar 1975 wurde die bis dahin selbstständige Gemeinde Weckinghausen im Zuge der kommunalen Neugliederung in Nordrhein-Westfalen ein Ortsteil der Stadt Erwitte.

## Ortsvorsteher
Hubert Rickert-Schulte (CDU)

## Kapelle

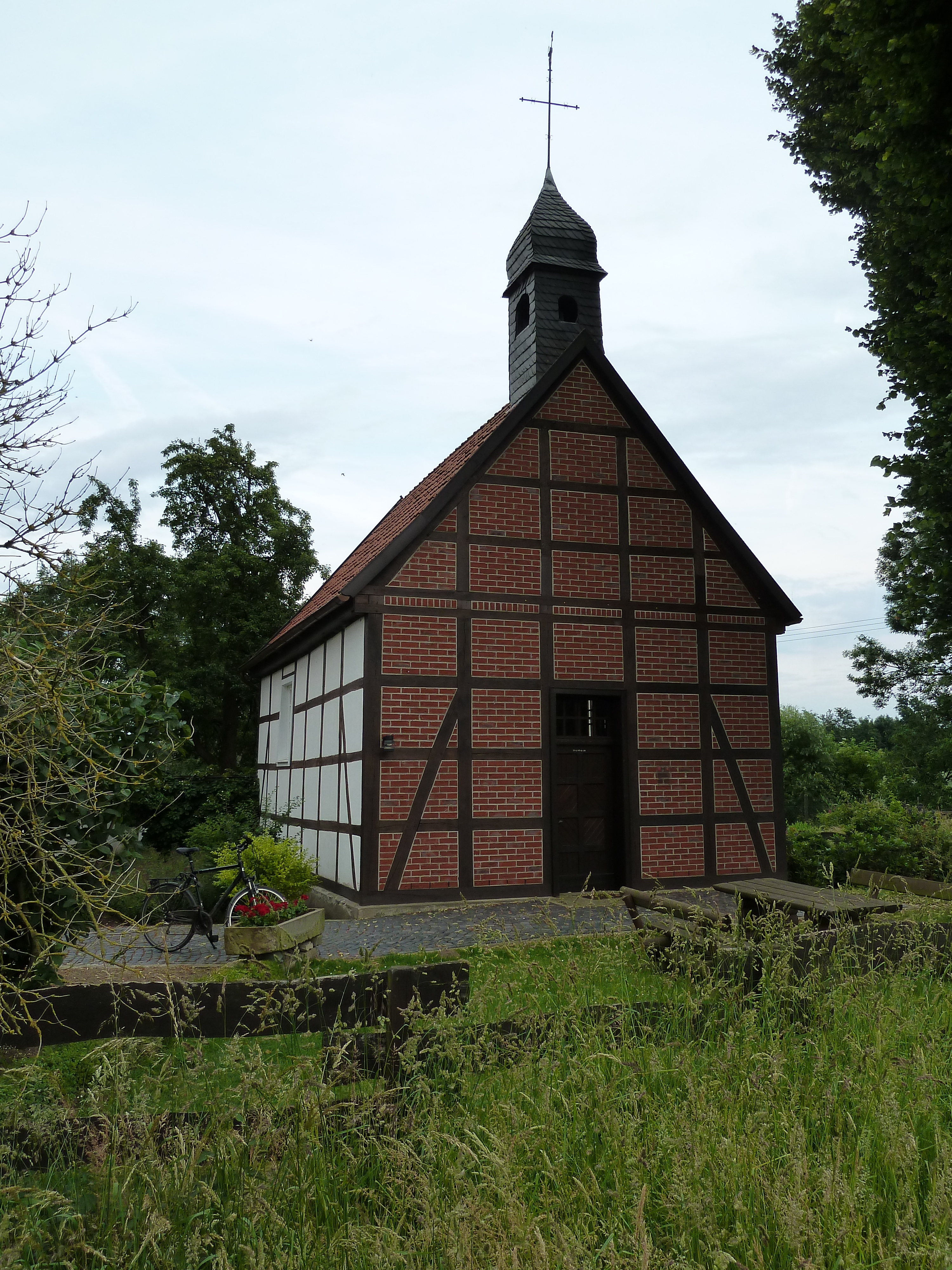
Kapelle St. Lucia in Weckinghausen

Die Kapelle St. Lucia befindet sich im Eigentum der Stadt Erwitte und besteht aus einem schlichten Fachwerksaal mit Satteldach und Giebelreiter. Die ursprüngliche Datierung geht auf das Jahr 1626 zurück. Im Jahr 1920 wurde die Kapelle grundlegend erneuert. In der Zeit zwischen 1978 und 1981 wurde die Verschieferung an der westlichen Giebelseite entfernt. Das gesamte darunter liegende Fachwerk musste in den Jahren 1990 bis 1992 neu aufgebaut werden.
Im Innern der Kapelle befindet sich ein Barockaltar mit einer Reliefdarstellung der Geburt Christi und zwei Figuren der heiligen Lucia, von denen eine dem Bildhauer Johann Heinrich Joseph Stratmann (1736–1805) zugeschrieben wird.
Außerdem gibt es im Ort mehrere Wegekreuze und Marienfiguren.

## Wirtschaft
Neben mehreren landwirtschaftlichen Betrieben war die Firma Reimann Solar mit mindestens 25 Arbeitnehmern der größte Arbeitgeber im Ort. Dennoch ist die Hauptstütze der Wirtschaft die Landwirtschaft.